# 戈登·莱特福特
戈登·莱特福特（Gordon Lightfoot，1938年11月17日—2023年5月1日），加拿大唱作人，在民谣，民谣摇滚，乡村音乐领域获得了国际性的成功，并被认为是在1960年代和1970年代帮助定义了流行民谣。他常被认为是加拿大最杰出的歌曲作者。
莱特福特的作品包括"For Lovin' Me", "Early Morning Rain", "Steel Rail Blues", "Ribbon of Darkness"（曾荣登美国乡村乐排行榜首位），以1967年底特律骚乱为素材的"Black Day In July"在1960年代为他带来了国际声誉。他1970年代的一些歌曲也登上了国际歌曲排行榜，比如"If You Could Read My Mind" (1970) (美国排行榜第5), "Sundown" (1974), "Carefree Highway" (1974), "Rainy Day People" (1975)，这3首都曾登上首位，以及"The Wreck of the Edmund Fitzgerald" (1976)（第2位）。